# Abdul Khalili
Abdul Rahman Khalili (7 de junho de 1992) é um futebolista profissional sueco que atua como meia, atualmente defende o Mersin İdmanyurdu.

## Carreira
Abdul Khalili fará parte do elenco da Seleção Sueca de Futebol nas Olimpíadas de 2016.

## Títulos
Suécia
- Campeonato Europeu Sub-21: 2015